# Oedignatha retusa
Oedignatha retusa là một loài nhện trong họ Corinnidae.
Loài này thuộc chi Oedignatha. Oedignatha retusa được Eugène Simon miêu tả năm 1897.